# Glory 14: Zagreb
Glory 14: Zagreb foi um evento de kickboxing promovido pelo Glory, ocorrido em 8 de março de 2014 na Arena Zagreb em Zagreb, Croácia.

## Background
Esse evento contou com a luta dos pesados Mirko Filipovic vs. Remy Bonjasky como evento principal, e luta pelo Título Peso Leve Inaugural do Glory de Andy Ristie vs. Davit Kiria como co-evento principal. Esse evento também contou com o torneio de quatro lutadores para disputar uma chance no Torneio pelo Título Mundial do Glory de 2014.
GLORY 14 alcançou o número de 495,000 telespectadores na Spike TV.

## Resultados
^ a: Final do Torneio de Contender dos Médios.

^ b: Pelo Título Peso Leve do Glory.

^ c: Semifinal do Torneio de Contender dos Médios.

- Ky Hollenbeck foi substituído por Davit Kiria.
- Jamal Ben Saddik foi substituído por Dmytro Bezus.
- Shemsi Beqiri foi substituído por Teo Mikelić.
- Dino Belošević foi substituído por Kirk Krouba.